# 9528 Küppers
9528 Küppers eller 1981 EH24 är en asteroid i huvudbältet som upptäcktes den 7 mars 1981 av den amerikanska astronomen Schelte J. Bus vid Siding Spring-observatoriet. Den är uppkallad efter Michael Küppers.
Asteroiden har en diameter på ungefär 4 kilometer och den tillhör asteroidgruppen Koronis.